# Galumna brasiliensis
Galumna brasiliensis är en kvalsterart som beskrevs av Sellnick 1923. Galumna brasiliensis ingår i släktet Galumna och familjen Galumnidae. Inga underarter finns listade i Catalogue of Life.